# Elaine Smith (femme politique écossaise)
Pour les articles homonymes, voir Elaine Smith et Smith.
Elaine Smith, née le 7 mai 1963 à Coatbridge (Écosse) est une femme politique britannique écossaise du Parti travailliste écossais. Elle est membre du Parlement écossais où elle représente la circonscription Coatbridge and Chryston. 

## Biographie
Elle a été élue pour la première fois en 1999 puis réélue en 2003, 2007 et 2011. Le 11 mai 2011, elle a été élue Vice-Présidente du Parlement écossais.
Smith a été critiquée en septembre 2013 pour avoir comparé le mariage homosexuel à la polygamie lors des débats sur l'ouverture du mariage aux couples de même sexe.